# Южноэфиопское народно-демократическое движение
Южноэфиопское народно-демократическое движение (ЮЭНДД, амх. ደቡብ ኢትዮጵያ ህዝቦች ዴሞክራሲያዊ ንቅናቄ) — политическая партия Эфиопии, член РДФЭН.

## История
В начале 1990-х под именем «Южноэфиопский народно-демократический фронт» партия была основана при содействии РДФЭН в качестве его партнёра в Регионе народов и народностей юга. Первыми членами фронта были военнопленные, принадлежащие к различным народностям юга Эфиопии. В 2002 году в названии партии слово «фронт» заменили на «движение». В августе 2005 года на региональных выборах партия получила 271 из 348 мест в Регионе народов и народностей юга. На выборах в национальный парламент в том же году партия получила 92 места из 123. Среди депутатов тогда было 64 мужчины и 28 женщин. В декабре 2007 года партия заявила, что увеличила количество своих членов до более чем миллиона человек и 790 000 из них выдвигают на различные выборы и должности. В 2008 году она получила 10 дополнительных мест в региональном парламенте. ЮЭНДД выступало в качестве союзника НФОТ.
1 декабря 2019 года по инициативе премьер-министра Эфиопии Абия Ахмеда Али РДФЭН был распущен и на его базе создана новая правящая Партия процветания. ЮЭНДД явилось одной из структур-учредителей.